# Boiga thackerayi
Boiga thackerayi — отруйна змія з роду бойга родини полозових (Colubridae).

## Поширення
Ендемік Індії. Відомий лише з трьох зразків, що зібрані у типовому місцезнаходженні на півночі Західних Гат у штаті Магараштра.

## Опис
Тіло завдовжки до 87 см. Спина коричнева з невиразними темними смугами на тілі та хвості, на голові є чіткіші темні плями. Передня частина вентральної (нижньої) сторони жовтувата, задня — блідо-рожева.